# AsiaNews
AsiaNews es una agencia de prensa oficial del Pontificio Instituto Misiones Extranjeras (PIME) de la Iglesia Católica. El redactor en jefe es el padre Bernardo Cervellera, misionero del PIME que también dirige la Agenzia Fides, la agencia oficial de noticias de El Vaticano. El destacado periodista anglo-bengalí y activista de derechos humanos William Gomes trabajó para Asia News.

## Descripción
Las noticias de AsiaNews son reeditadas por las agencias de prensa católicas MISNA y ZENIT. Originalmente disponible en italiano, el sitio web se expandió desde entonces a inglés y chino mandarín en 2003 para mejorar el "aspecto misionero de nuestra agencia de noticias". El público objetivo de la agencia son los estudiantes universitarios chinos, que consideran "curiosos por el cristianismo" y que pueden salvar a China de ser "un mercado sin alma o... una dictadura". Describe su presencia como "urgente" debido a lo que llama el "empoderamiento" del ateísmo en las escuelas chinas y la persecución de los cristianos en China. AsiaNews se describe a sí misma como "un gran logro en la evangelización, que es obra de Dios" y como "reforzando la misión de la Iglesia [católica romana] en China". Cuenta con corresponsales profesionales de Bangladés, India, Nepal, Sri Lanka, Vaticano, Pakistán, China, Indonesia y Rusia, entre otros países.